# 春蠶織夢
《春蠶織夢》，又稱《阿旺新傳3》、《金玉滿堂》、《歡樂桑田》，是2005年由中國大陸出版的電視劇。導演為劉士裕、李文龍。共播出36集，每集片長約46分鐘。

## 劇情簡介
錦繡村，有著一間享譽全國的絲綢店「永泰祥」，其中養蠶製絲的過程則由「冰玉堂」的女人們負責。冰玉堂是一間只由女孩和女人們組織而成的大家庭，大家都非常團結合作、勤奮工作。加入冰玉堂時都需立誓終身不嫁，若與男人有私情也一律處以浸豬籠的懲罰。當家羅七姑則是一位非常有威嚴的老婦，所有村人都要怕她三分。
永泰祥的老闆陳鑒育有二男一女和一個養子，大兒子和二兒子分別由二個太太所生，成天無所事事、吃喝嫖賭，養子陳富貴則非常勤奮，深受老闆喜愛但也因此被其他人所不滿。
村中還有一個非常會煮米粉的麻姑；從外地逃來的女人桑枝；留學歸國的陳鑒女兒帶回來的男友，其實是個老千；村裡的另一個大戶，開當鋪的梁春和他的女兒……，故事就圍繞在這些人物中，複雜的感情是其主線劇情，許多秘密和往事逐漸浮現，新的問題也同時不斷發生。

## 演員表

### 永泰祥

#### 陳家
- 樊志起　飾　陳鑒（永泰祥老闆）
- 李肖寧　飾　陳家康（大兒子）
- 朱健鈞　飾　陳家寶（二兒子）
- 郭晉安　飾　陳富貴（養子）
- 楊不悔　飾　陳碧珠（出國歸來的小女兒）

#### 員工
- 張偉　飾　炳
- 富俊峰　飾　坤
- 陳福生　飾　勝
- 黃衛　飾　蔗叔
- 薛斌　飾　大暑（蔗叔的親戚，後與冰玉堂的惠甜相戀，而離開永泰祥）

### 冰玉堂
- 蘇丹丹　飾　羅七姑（冰玉堂當家）
- 劉曉慶　飾　麻姑（麻姑米粉老闆，曾與陳鑒有一段情）
- 張茜　飾　蘇起鳳
- 牛牛　飾　葉桑枝
- 曾珍　飾　許八妹
- 五月　飾　何惠甜

### 梁家
- 二牛　飾　梁春
- 馬茜　飾　梁以花
- 布維　飾　媚媚（梁家在省城的親戚）

### 其他
- 張曉龍　飾　宋亨利（碧珠的男友，實為老千，後改過自新）
- 姜華　飾　袁丹桂
- 秋淇　飾　何美玉
- 鐘衛華　飾　顧沐川（梁家所開當鋪的原掌櫃）
- 夏天美　飾　胡翠巧
- 孟霞　飾　董秀蓮
- 楊陽　飾　黎小群
- 沙威　飾　趙彩雲
- 汪心怡　飾　菁菁
- 齊冰　飾　李開
- 朱斌　飾　小牛（村中小孩，與腦部受創時的七姑友好過一陣子）
- 俞建國　飾　姜庸（擁有許多絕活，真人不露相，救過主角多次）
- 張洪寶　飾　山本和平（與絲綢莊有往來的日本人，想知道貢布的秘密）

## 製作
- 杭州華新影視製作有限公司
- 上海春草牛文化傳播有限公司